# Палій (бронепоїзд)
Бронепотяг «Палій» — панцерний потяг збройних сил УНР. Побудований на станції Конотоп у листопаді 1918 року. Брав участь у боях за Бахмут, Ніжин і Городню. Воював у складі дивізії Сірожупанників.

Ще здаля сірожупанники побачили димок бронепотяга, що підходив з боку Бахмача. «Солом'яний» панцерник повстанців стояв на станції Калинівка, сховавшись за тополями. Ось і супротивник. «Сотник Ковшар зняв шапку, перехрестився, сам навів гармату і сам випалив». І першим же пострілом поцілив у котел ворожого паротяга, збивши комин. Гетьманський броньовик сердито засичав і зупинився. У всі боки з шипінням бризкала гаряча вода і сичала пара. Ковшар послав ще кілька снарядів… Коли гетьманці вискочили в поле, заговорили кулемети досвідченого кулеметника Пузицького. Добровольці і сердюки в паніці кинулися навтьоки. Розстрільня сірожупанників пішла вперед. За півгодини ворожий бронепотяг уже був у руках повстанців, а другий без бою залишив Бахмач. Минуло півгодини, і полковник Пузицький із «солом'яним» панцерником «Палій» і двома сотнями сірожупанників здобув Бахмач, відтиснувши гетьманців до станції Плиски та примусивши капітулювати сердюків, півтора десятка яких після бою пристали до сірожупанників. Інших, обеззброївши, відпустили. Було це 24 листопада.

[джерело?]
Бронепотяг належав до Сірожупанної дивізії Армії УНР, комендант хорунжий Гиренко. Раніше відомий як Бронепотяг «Палій». Брав участь у важких боях на Волині. У середині квітня 1919 поблизу м. Коростень, оточений більшовиками, був знищений своїм екіпажем.